# سیندی پیکت
سیندی پیکت (انگلیسی: Cindy Pickett؛ زادهٔ ۱۸ آوریل ۱۹۴۷) هنرپیشه اهل ایالات متحده آمریکا است. وی از سال ۱۹۷۶ میلادی تاکنون مشغول فعالیت بوده‌است.
از فیلم‌های معروف او می‌توان به سکس و مرگ ۱۰۱، داماد، قلب‌های ناراست، دیپ‌استار سیکس و تکامل اشاره کرد.